# Wish You Were Ear
Wish You Were Ear ist ein ungarischer Kurzfilm für Jugendliche unter der Regie von Mirjana Balogh aus dem Jahr 2025. Der Animationsfilm feierte im Februar 2025 auf der Berlinale seine Weltpremiere in der Sektion Berlinale Generation 14plus und wurde mit dem Gläsernen Bär der Jugendjury für den besten Kurzfilm ausgezeichnet.

## Handlung
Der Animationsfilm führt in eine Welt, in der man nach dem Ende einer Liebesbeziehung Körperteile miteinander tauschen muss, zum Beispiel ein Ohr. Es wird sichtbar, dass man in einer Beziehung ein Stück von sich selbst gibt und gleichzeitig etwas bekommt, das das Ende überdauert. Man sehnt sich nach der früheren Gestalt und findet, wenn man am Ex-Partner oder die Ex-Partnerin sein ursprüngliches Körperteil wiedersieht, eine Möglichkeit, den Status quo zu akzeptieren. Es wird bildlich dargestellt, wie wir durch Beziehungen verändert werden, wie unsere Identität und unser Selbstbild dadurch beeinflusst werden, auch gegen unseren Willen.

## Produktion und Veröffentlichung
Regie führte Mirjana Balogh, von der auch das Drehbuch stammt. Die Musik komponierte József Iszlai und für den Filmschnitt war Judit Czakó verantwortlich. Für das Sound Design war József Iszlai zuständig. Produziert wurde der Film von József Fülöp an der Moholy-Nagy University of Art and Design Budapest. Der Weltvertrieb liegt in den Händen der National Film Institutes World Sales, Budapest.
Der Film feierte im Februar 2025 auf der Berlinale seine Weltpremiere in der Sektion Berlinale Generation 14plus.

## Auszeichnungen und Nominierungen
- 2025: Internationale Filmfestspiele Berlin: Gläserner Bär der Jugendjury für den besten Kurzfilm (14plus)